# Shandong Laiwu Steel
Shandong Laiwu Steel (Chinees: 莱钢集团) is een Chinees ijzer- en staalbedrijf en onderdeel van het staatsbedrijf Shandong Steel. Het bedrijf produceert stalen staven, H-balken en plaatstaal. Het is China's grootste producent van H-balken.

## Geschiedenis
Laiwu Steel werd in 1970 opgericht met de bouw van een staalfabriek in Laiwu in de provincie Shandong. Op 22 augustus 1997 werd het bedrijf gereorganiseerd. Het werd omgevormd tot de Laiwu Steel Corporation en kreeg een notering op de Beurs van Shanghai.
In 2006 was Laiwu Steel de op 23 na grootste staalproducent ter wereld. Het produceerde dat jaar 10,8 miljoen ton ruwstaal en haalde een omzet van 16,6 miljard euro. Er werkten zo'n 14 duizenden mensen. Ongeveer 70 procent van de productie werd toen op de Chinese thuismarkt verkocht.
In februari 2006 tekende het bedrijf een overeenkomst met staalreus ArcelorMittal waarbij die laatste een belang van 38,41 procent in Laiwu Steel zou krijgen. Die poging van ArcelorMittal om meerderheidsaandeelhouder te worden in een Chinees staalbedrijf werd echter door de Chinese overheid tegengehouden.
In 2008 werd Laiwu Steel samengevoegd met het nabijgelegen Jinan Steel onder de nieuw opgerichte Shandong-groep. Het had in dat jaar een beurswaarde van ongeveer 2 miljard euro. In 2012 gingen de twee staalbedrijven werkelijk een fusie aan. Jinan Steel werd Shandong Steel en Laiwu Steel werd hier een onderdeel van.